# Jevgenij Barbakov
Jevgenij Aleksandrovitj Barbakov (på russisk: Евгений Александрович Барбаков) (født 10. juni 1954 i Rostov) er en russisk tidligere roer.

## Rokarriere
Barbakov deltog ved OL 1976 i Montreal, hvor han sammen med Gennadij Korsjikov blev nummer fire i dobbeltsculleren.
Ved OL 1980 i Moskva stillede han op i dobbeltfirer sammen med Jurij Sjapotjka, Valerij Klesjnjov og Mykola Dovhan, og de blev nummer fire i indledende runde, hvilket betød, at de skulle i opsamlingsheat. Her vandt de sikkert og kom i finalen, hvor de ikke kunne følge med de østtyske storfavoritter, der dog ikke var helt så overbevisende som forventet. Den sovjetiske båd blev nummer to, mens Bulgarien tog bronzemedaljerne.

## OL-medaljer
- 1980:  Sølv i dobbeltfirer